# Sonia Micela
Sonia Micela, pseudonimo di Norina Tambone in Micela (Bagnacavallo, 19 ottobre 1924 – Modena, 28 dicembre 1988), è stata una pittrice italiana che prese parte alle vicende del rinnovamento artistico del secondo dopoguerra.

## Biografia
Compì i suoi studi al Liceo Artistico di Ravenna e poi a 
Milano frequentò l'accademia di Brera; suoi maestri furono, tra gli altri, il pittore Carlo Carrà e lo scultore Ivo Soli.
Aderì alla Resistenza e come "staffetta partigiana" tenne i contatti tra i gruppi antifascisti.

Nel clima creativo del dopoguerra, rientrata a Bagnacavallo, contribuì alla rinascita delle attività artistiche in Emilia-Romagna.

Dal 1949 al 1955 a Bologna le sue energie furono dedicate ai 4 figli.
Dal 1956 dipinse nel suo studio a Riolo Terme (Ravenna) avendo tra l'altro contatti diretti con l'ambiente lughese. 
Dal 1970 visse ed operò a Modena fino alla morte avvenuta nel 1988.
Partecipò attivamente alla vita artistica nazionale ed internazionale, ricevendo importanti riconoscimenti.
Suoi quadri fanno parte di importanti collezioni pubbliche e private in Italia e all'estero.

Largamente dedicate al tema del paesaggio, le opere della pittrice rivelano una personalità originale, indirizzata a forme espressive in chiave neo naturalistica.

## Mostre collettive
Partecipò a diverse mostre e concorsi collettivi, fra cui:
- Mostra delle Arti Figurative sui temi della Resistenza, Bologna (1956);
- Mostra d'Arte Contemporanea, Bologna (1956), (1957), (1964), (1965) e (1966);
- Premio Nazionale di Pittura «Enrico Toti» al Palazzo delle Esposizioni, Roma (1957);
- VII Esposizione d'Arte «via Margutta», Roma (1957);
- Esposizione Nazionale d'Arte Figurativa, Genova (1957);
- II Mostra Nazionale di Pittura, Ancona (1957);
- Esposizione Nazionale delle Pittrici d'Italia, Napoli: I (1958), II (1960);
- Mostra Nazionale di Pittura Contemporanea, Napoli (1958);
- Biennale Romagnola d'Arte Contemporanea, Forli ed. V (1959), VII (1963), VIII (1965), IX (1967);
- Biennale di Pittura «Premio Repubblica di S. Marino», S. Marino (1959);
- I Premio Nazionale di Pittura «Città di Fiesole», Firenze (1959);
- VIII Quadriennale di Roma Palazzo delle Esposizioni», Roma (1960) [1];
- Esposizione di Pittura «Message d'Italie», Anvers - Belgio (1964);
- Esposizione Nazionale della «Natura Morta», Napoli (1965);
- Premio Nazionale di Pittura «Il Nostro Po», Piacenza (1962); Ferrara (1967); Milano (1967);
- Premio Internazionale Europa della critica d'Arte, S. Marino (1968);
- Esposizione d'Arte Contemporanea, Verona (1974);
- C.E.I.C. - IV Biennale Europea - Bruxelles - (1976);
- Novecento: artisti nei dintorni ravennati- Mostra tenuta a Bagnacavallo a cura del Comune.(1995)[2] ;
- Arte lughese del Novecento nei musei dell'Emilia-Romagna, mostra tenuta a Lugo a cura del Comune.(2000)[3]